# オーバーグルグル
座標: 北緯46度52分 東経11度01分 / 北緯46.867度 東経11.017度

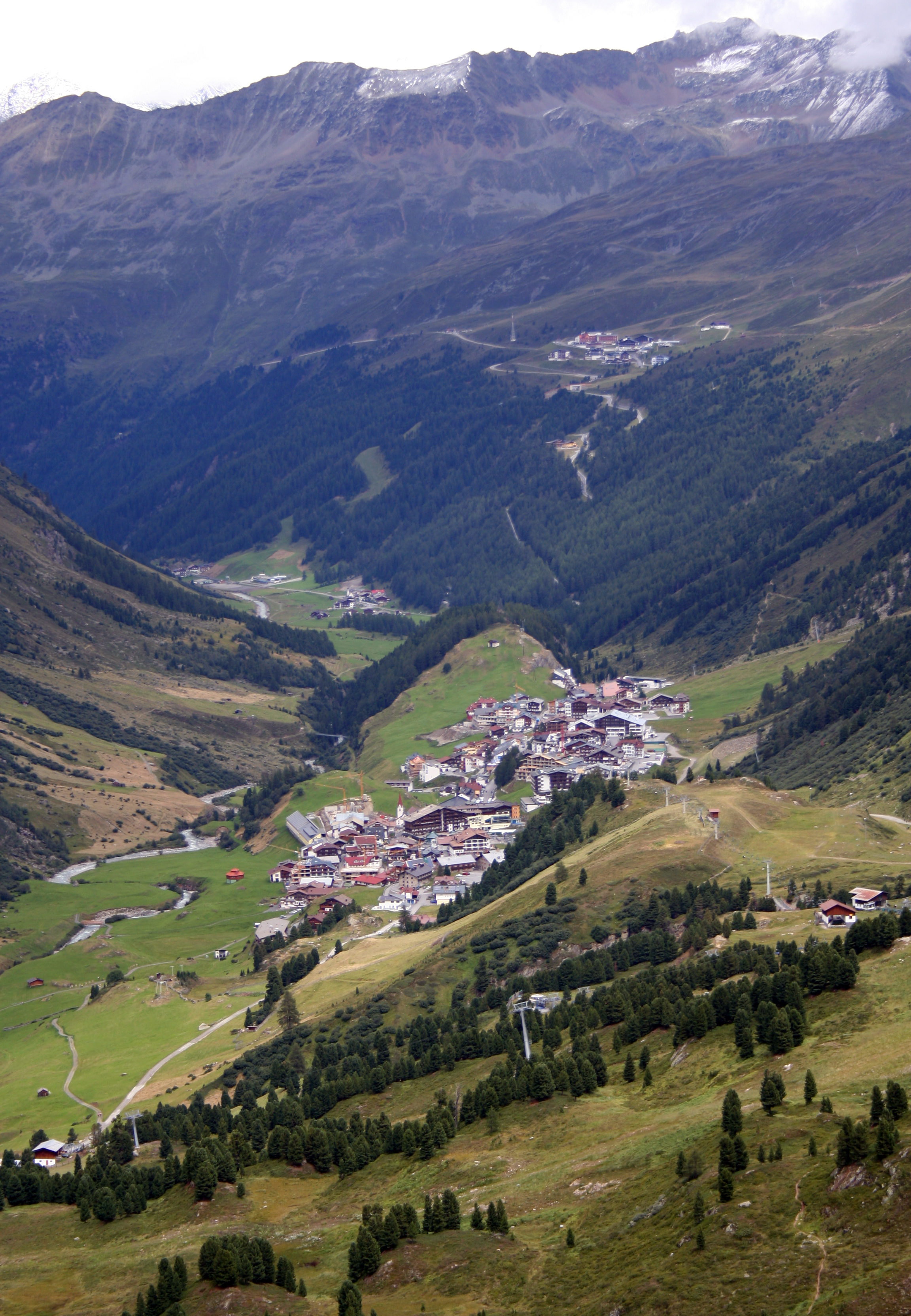
夏季のオーバーグルグル（画像下方）とホッホグルグル（画像上方）を北望。ホッホグルグルを越えて登っていく道はティンメルスヨッホを経由してイタリアに至る。

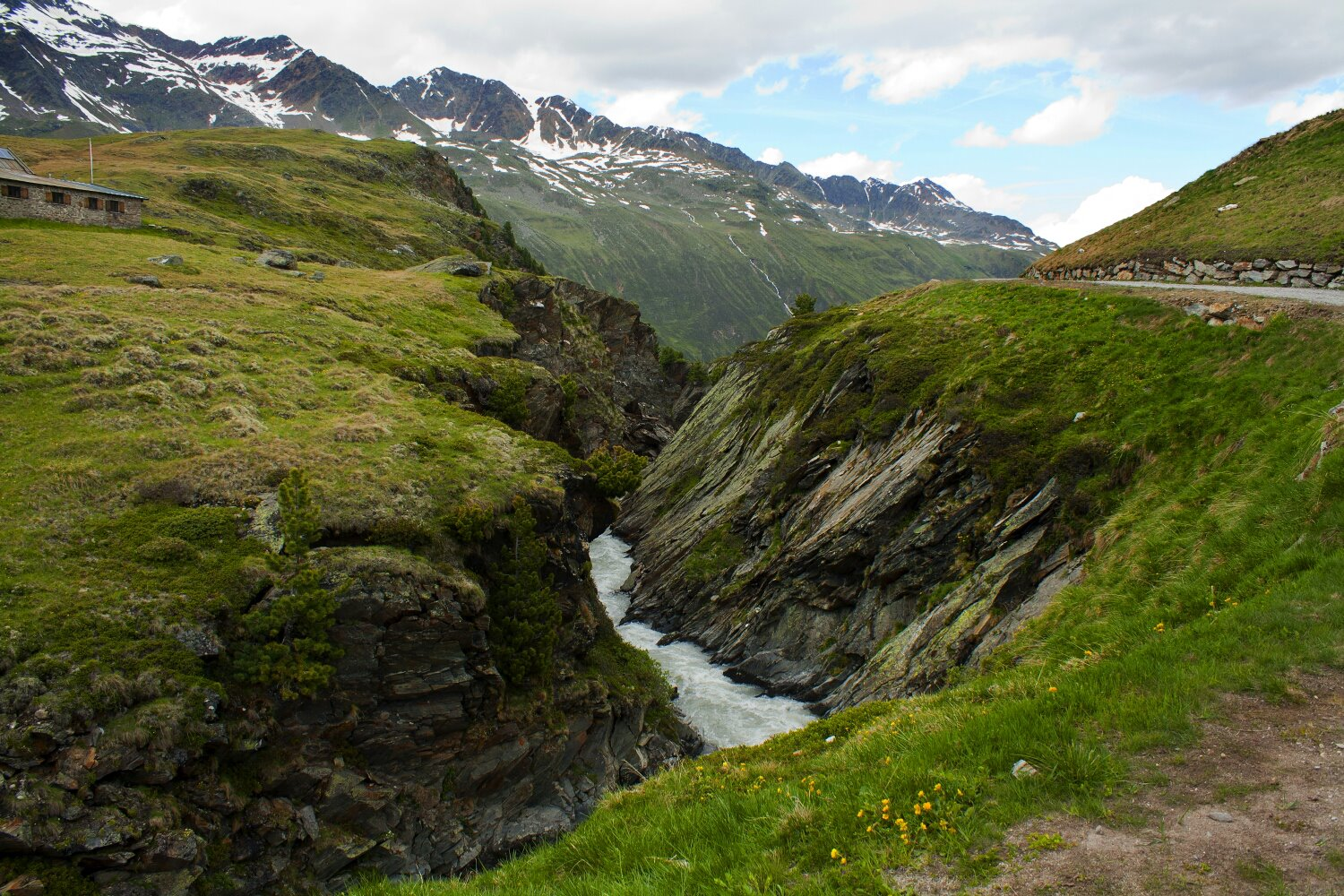
オーバーグルグル近隣の小川

オーバーグルグル（ドイツ語: Obergurgl）は、オーストリア共和国チロル州イムスト郡にあるエッツタールアルプス山中にある村落。行政的には基礎自治体（ゲマインデ）のゼルデンに属する。

## 概要
およそ400人の通年居住者がおり、主にリゾート地としての性格を有する。
オーバーグルグル教区はオーストリアで最も標高が高い1,930 m (6,330 ft)に位置する。教区教会は1737年に設置され、クレメンス・ホルツマイスターの計画を基礎として1967年に拡張された。
オーバーグルグルは、オーバーグルグル＝ホッホグルグルのスキーリゾート地域の一部を成し、インタールの谷で最も長いエッツタールグルグルの谷の南縁に位置する。夏季には良く知られたハイキングの場所となり、東の谷はイタリアのボルツァーノ自治県に至る。3,500 m (11,500 ft)を超える数多くの頂と複数の氷河があり、冒険的なハイカーの挑戦を受けている。
ホテルエーデルワイス&グルグルのオーナーでもあるシャイバー家が所有するハーフリンガー種のウマの繁殖場がオーバーグルグルにある。
オーバーグルグルは1931年にスイスの冒険家・オーギュスト・ピカールが人類史上初の成層圏飛行を成し遂げた歴史的な気球飛行の途中で、グローサー・グルグラー氷河(Großer Gurgler Ferner)に着陸を強行したことで有名となった。